# Тетис (бронепалубен крайцер, 1900)
Тетис (на немски: SMS Thetis) е немски бронепалубен крайцер от времето на Първата световна война, четвърти поред кораб от серията крайцери на типа „Газеле“, построени за Имперския германски флот. В 1899 г. е заложен на стапелите на корабостроителницата „Kaiserliche Werft Danzig“ в Данциг, спуснат на вода през юли 1900 г., а през септември 1901 г. влиза в състава на Хохзеефлоте (Флота на откритото море). Въоръжен е с батарея от десет 105 mm оръдия и два 450 mm торпедни апарата. Развива скорост от 21,5 възела (39,8 km/h). През мирните години носи разузнавателна служба в Хохзеефлоте. В първите три години на Първата световна война служи като кораб на бреговата отбрана в Балтика, където участва в тежките боеве с руския флот. Април-май 1915 г. поддържа немското настъпление срещу Либава. В хода на битките за Рижкия залив се натъква на мини. Периодически е цел на атаки от подводници на страните от Антантата, като нито една от тях не е успешна. 1917 г. е отозван от фронтова служба и се използва като учебно-артилерийски кораб. Преживява войната и през 1920-те години служи в състава на Райхсмарине (флота на Ваймарската република) до 29 март 1929 г., когато е зачеркнат от състава на флота и на следващата година е продаден за скрап.

## Конструкция
„Тетис“ е заложен по договор „C“, корпусът е заложен в имперската корабостроителница в Данциг 1899 г. Спуснат на вода на 3 юли 1900 г., след което започват довършителните работи. На 14 септември 1901 влиза в състава на Флота на откритото море. Корабът е 105,1 m дълъг, 12,2 m широк, с газене от 4,11 m, водоизместимост 3005 t при пълно бойно натоварване. Двигателната установка се състои от две „Компаунд“ трицилиндрови парни машини производство на AG-Germania. Тя развива мощност от 8 хиляди к.с. (6 kW). Корабът развива скорост от 21,5 възела (39,8 km/h). Парата за машините се образува в десет водотръбни котли „военноморски“ тип. Крайцерът може да носи 500 тона въглища, което осигурява далечина на плаване 3560 морски мили (6610 km) на скорост в 10 възела (19 km/h). Екипажът се състои от 14 офицера и 243 матроса.
Въоръжението на крайцера са десет 105 mm скорострелни оръдия система SK L/40 на единични лафети. Две оръдия са в редица на носа, шест по бордовете, по три на всеки борд и две в редица на кърмата. Общият боекомплект е 1000 изстрела, по 100 на оръдие. Оръдията са с прицелна далечина на стрелбата 12 200 m. Също така корабът е въоръжен с два 450 mm подводни торпедни апарати с общ запас от пет торпеда.. Корабът е защитен от бронирана палуба дебела от 20 до 25 mm. Дебелината на стените на рубката е 80 mm, оръдията са защитени с тънки щитове с 50 mm дебелина.

## История на службата
След влизането си в строй „Тетис“ е приписан към разузнавателните сили на Хохзеефлоте и служи в тази роля до началото на Първата световна война. С началото на войната е преобразуван в кораб на бреговата отбрана. В началото на май 1915 г. командванията на централните държави започват настъпление в района на Горлице-Тарнов. Крайния ляв фланг на германската армия получава задачата да проведе отвличаща атака на 27 април. „Тетис“ получава заповед да подсигури морската поддръжка на настъплението. В първия му ден крайцерите „Тетис“ и „Любек“ обстрелват Либава. Десет дни по-късно армейското командване е готово за превземането на Либава и моли за морска поддръжка за атаката. „Тетис“ и други крайцери и торпедни катери прикриват щурма на града и патрулират крайбрежието, за да пресекат възможно вмешателство на руските военноморски сили.
На 14 май 1915 г. „Тетис“ взема на буксир подводницата U-4 до остров Богскор във Финския залив. Руската подводница „Дракон“ атакува германските кораби, изстрелвайки три торпеда по „Тетис“ и четвърто в U-4, но не уцелва с нито един от изстрелите. Германското командване започва да готви по-нататъшното настъпление на Балтика от скоро превзетата база Либава. На 3 юни „Тетис“, 4 торпедни катери и самолет опитват проникване през Ирбенския пролив в Рижкия залив, където планират поставяне на минно поле. Но руските и британските подводници прехващат германската ескадра в пролива. Руската подводница „Окунь“ се опитва да заеме позиция за атака на „Тетис“, но един от торпедните катери виждат перископа ѝ и я принуждават да отстъпи. На 5 юни към мястото на бойните действия пристига британската подводница Е9, когато „Тетис“ приема въглища от снабдителен кораб. Британската подводница изстрелва серия торпеда по двата кораба. Торпедото, насочено към „Тетис“ не уцелва, но въглевоза и торпедния катер S148 получават попадения. Въглевозът потъва, а торпедния катер успява да стигне до базата.
Август „Тетис“ влиза в състава на съединение, което получава заповед да проникне в Рижкия залив, за да подкрепи немската армия, опитваща се да превземе града. На 8 август немците предприемат първия си опит да преминат през Ирбенския пролив, в хода на който „Тетис“ и торпедния катер S144 се натъкват на мини. „Тетис“ е отбуксиран във Виндау. Опита за преминаване е провален от силната съпротива на руските сили и операцията е отложена.
1917 г. „Тетис“ е превъоръжен, на него са поставени девет по-нови оръдия система SK L/45 на лафети, иползвани в подводния флот. Крайцерът е превърнат в учебно-артилерийски кораб. Той става един от шестте леки крайцера, които остават в състава на флота съгласно Версайския договор. 1920-те „Тетис“ служи в новоорганизирания флот на Ваймарската република (Райхсмарине). 1922 г. кораба е приписан към резервата ескадра на балтийската база заедно с линкорите „Хесен“ и „Шлезвиг-Холщайн“ и крайцерът „Берлин“. На 27 март 1929 г. „Тетис“ е изключен от списъците на флота и заедно с торпедните катери V1 и V6 е продаден на компанията „Блом унд Фос“, общата сума на сделката съставя 351 хил. райхсмарки. На следващата година крайцера е разкомплектован в Хамбург.

## Коментари
1. ↑  Префиксът „SMS“ е от на немски: Seiner Majestat Schiff (Кораб на Негово Величество).
2. ↑  Германските кораби при началото на тяхното строителство получават временни имена. За новите кораби се избират букви. Тези кораби, които трябва да заменят стари или загубени кораби получават приставката „Ерзац“ пред името на заменяемия кораб.
3. ↑  Съгласно номенклатурата на артилерията на флота на Германската империя „SK“ (Schnelladekanone) означава „скорострелно оръдие“, а L/40 означава сравнителната дължина на оръдието в калибри. В дадения случай L/40 означава, че дължината на оръдието съставлява 40 негови калибра (105 × 40).